# Zawisza Bydgoszcz

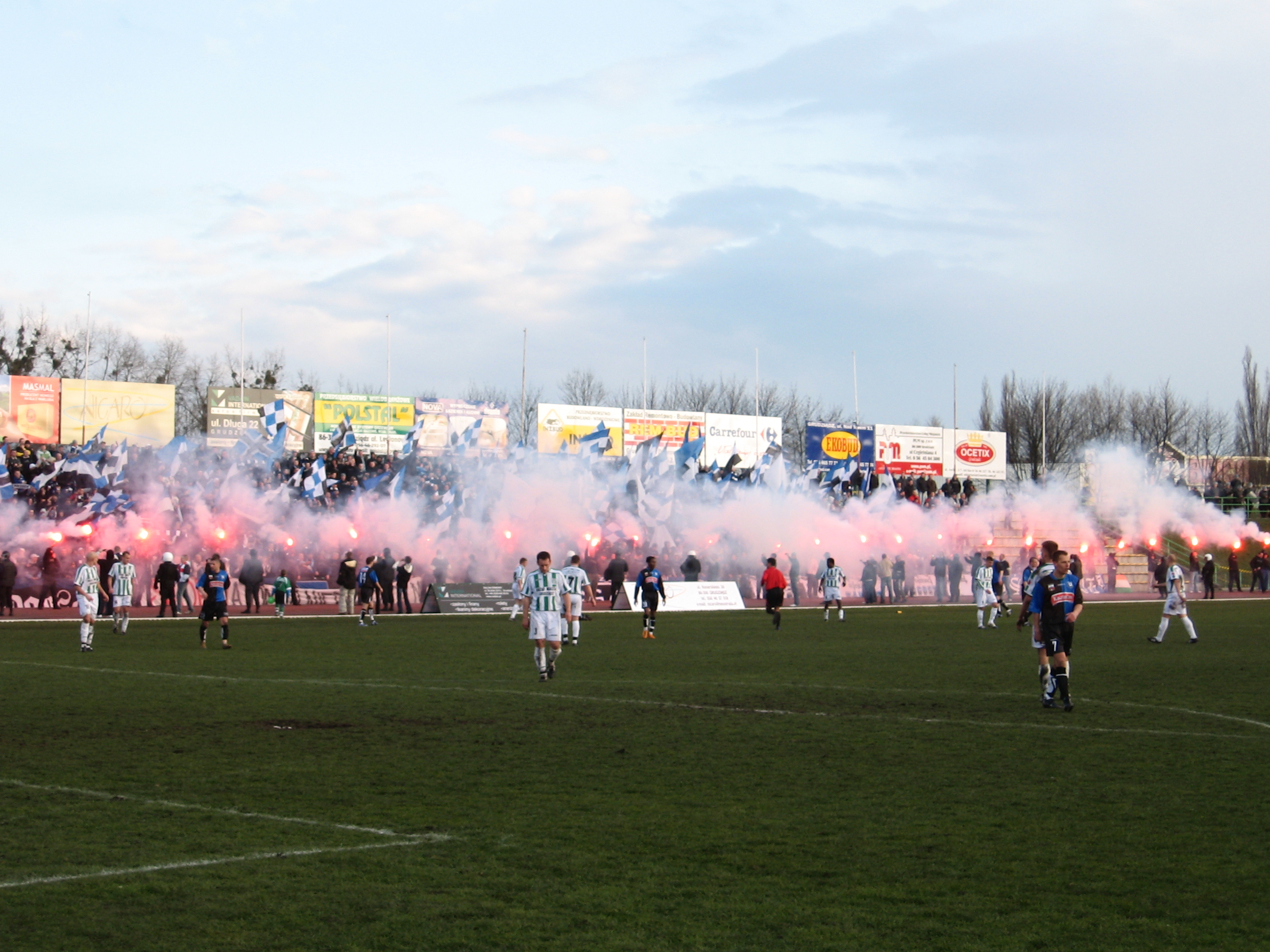
Ultras

Zawisza Bydgoszcz je polský fotbalový klub z města Bydhošť. Domácím hřištěm tohoto fotbalového klubu je stadion Zdzisława Krzyszkowiaka. Název připomíná legendárního polského rytíře Záviše Černého z Garbowa (Zawisza Czarny) z přelomu 14. a 15. století.
V sezoně 2013/14 vyhrál Zawisza polský fotbalový pohár, díky čemuž se představil v Evropské lize UEFA 2014/15, kde byl vyřazen ve druhém předkole belgickým klubem SV Zulte-Waregem.

## Historie
Tým byl založen roku 1946, a byl sponzorován tamní armádou. Zpočátku hrála jen přátelské utkání s týmy z nižších lig. 
Několik let potom hrála 1. ligu, (2. Nejvyšší v Polsku) ale postupu se tým dočkal až v roce 1961. V roce 1991 skončili v semifinále Polského poháru a v roce 1993 soutěžili v již zaniklém poháru Intertoto.
Tým se záhy po úspěších začal zhoršovat, propadl do druhé Polské ligy a ze strachu z propadnutí se ještě níž se vedení rozhodlo pro kontroverzní krok. Roku 2001 se  spojilo se s Chemikem Bydgoszcz a začali hrát pod jménem Zawisza-Chemik. Nejlepší hráče dali do hlavního týmu a ostatní se přesunuli do týmu rezervního. Tato taktika se prokázala jako velmi neúspěšná.
I fanoušci kritizovali tento krok a začali podporovat rezervní tým který stále nesl jméno Zawisza. Nakonec se rezervní tým stal týmem seniorským. 
V sezoně 2007/2008 kromě pokračujícího skandálu Hydrobudowa vyhrál regionální 3. ligu a přesunul se do ligy 2. ligy.
Po 13 letech se po sezoně 2010/2011 Zawisza Bydgoszcz dostala do 1. ligy díky druhému místu v lize druhé.
V sezoně 2012/2013 vyhrál 2. Polskou ligu a začaly tak nejlepší roky existence Zawiszu.
Vyhráli polský pohár v sezóně 2013–14, 6–5 na penalty po bezgólové 120 minutě proti Zagłębie Lubin a kvalifikovali se do druhého kvalifikačního kola UEFA Europe League. 
Poté, co klub v letech 2015–16 skončil v Ekstraklase na 5. místě, kvůli finančním problémům neobdrželi licenci na následující sezónu a tým se rozpustil. Nově založený klub SP Zawisza zahájil sezónu 2016-17 v sedmé lize.

## Úspěchy
- 3× vítěz polské druhé ligy (1977, 1979, 2013)
- 1× vítěz Polské mistrovství mládeže (1981)
- 1× vítěz polského fotbalového poháru (2013/14)[4]
- 1× vítěz polského Superpoháru (2014)[5]

## Stadion

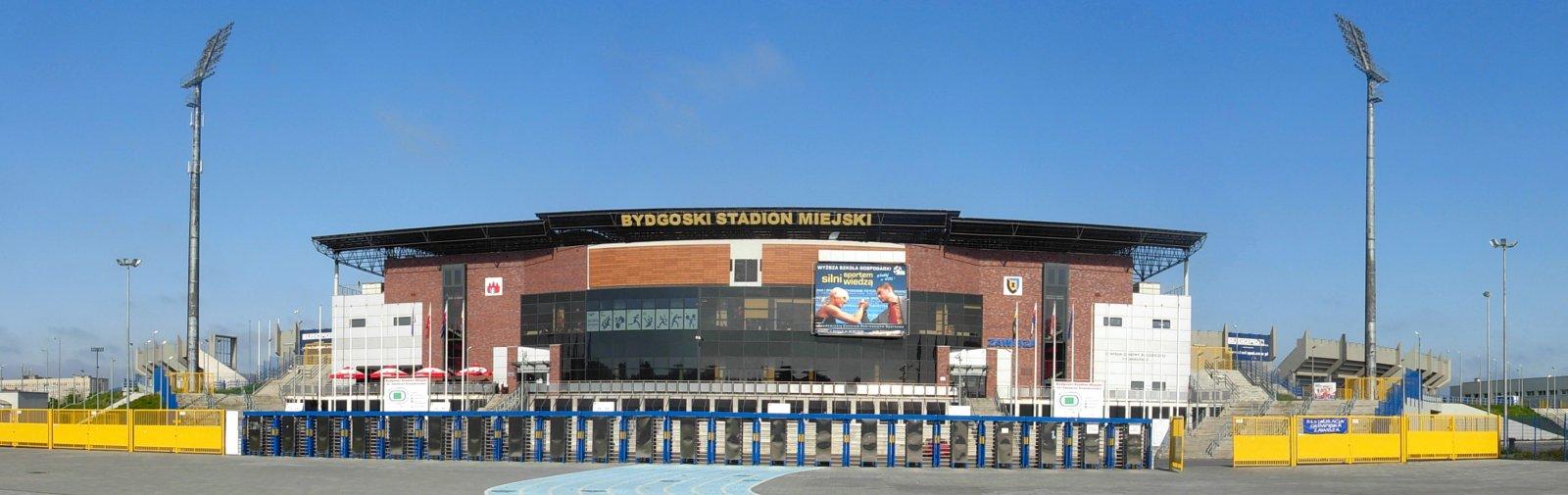
Stadion Zdzisława Krzyszkowiaka

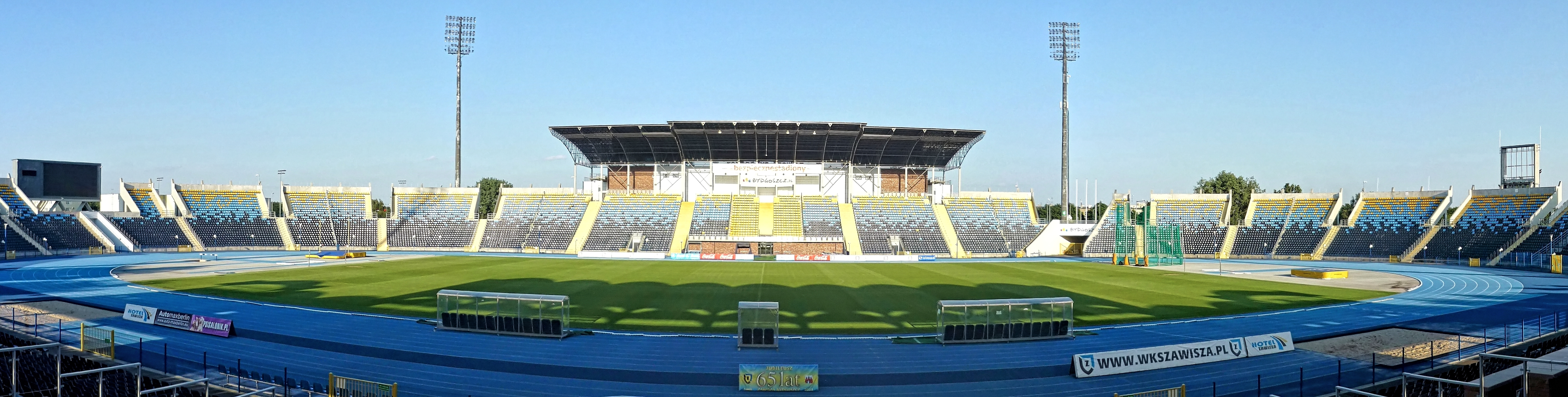
Stadion Zdzisława Krzyszkowiaka

## Výsledky v evropských pohárech
| Soutěž             | Sezóna  | Kolo        | Soupeř           | Doma | Venku | Celkem | Postup  |
| ------------------ | ------- | ----------- | ---------------- | ---- | ----- | ------ | ------- |
| Evropská liga UEFA | 2014/15 | 2. předkolo | SV Zulte-Waregem | 1:3  | 1:2   | 2:5    | vyřazen |

## Historie
Známí hráči
- Zbigniew Boniek
- Andrzej Brończyk
- Paweł Kryszałowicz
- Wojciech Łobodziński
- Stefan Majewski
- Piotr Nowak
- Vuk Sotirović
- Sławomir Wojciechowski